# KnightShift
KnightShift (Polanie II) est un jeu vidéo de stratégie en temps réel et de rôle développé par Reality Pump et publié par DreamCatcher Interactive en 2004 sur Windows et Mac.
Le jeu s'appelle Once Upon a Knight sur certains territoires. Il s'agit de la suite de Polanie et il a pour suite KnightShift 2: Curse of Souls.

## Accueil
| KnightShift   |      |       |
| Média         | Pays | Notes |
| Canard PC     | FR   | 4/10  |
| Jeuxvideo.com | FR   | 12/20 |
| Joystick      | FR   | 5/10  |